# Eleição municipal de Salvador em 2020
A eleição municipal do município de Salvador em 2020 ocorreu no dia 15 de novembro com o objetivo de eleger um prefeito, um vice-prefeito e 43 vereadores responsáveis pela administração da cidade para o mandato a se iniciar em 1° de janeiro de 2021 e com término em 31 de dezembro de 2024.
Originalmente, as eleições ocorreriam em 4 de outubro (primeiro turno) e 25 de outubro (segundo turno), porém, com o agravamento da pandemia do novo coronavírus (SARS-CoV-2), causador da Covid-19, as datas foram modificadas com a promulgação da Emenda Constitucional nº 107/2020.
O processo eleitoral de 2020 está marcado pela sucessão para o cargo ocupado pelo atual prefeito ACM Neto, do DEM, que por estar em seu segundo mandato não pode se candidatar a reeleição.
Obtendo 64,20% dos votos válidos, o vice-prefeito Bruno Reis, candidato do DEM, foi eleito em 1° turno o novo prefeito de Salvador, derrotando os principais oponentes do pleito como a policial militar licenciada Major Denice Santiago, candidata do PT, com 18,86%, e o deputado federal Pastor Sargento Isidório, candidato do Avante, que alcançou 5,33% dos votos válidos.

## Contexto político e pandemia
As eleições municipais de 2020 estão sendo marcadas, antes mesmo de iniciada a campanha oficial, pela pandemia do coronavírus SARS-CoV-2 (causador da COVID-19), o que está fazendo com que os partidos remodelem suas metodologias de pré-campanha. O Tribunal Superior Eleitoral (TSE) autorizou os partidos a realizarem as convenções para escolha de candidatos aos escrutínios por meio de plataformas digitais de transmissão, para evitar aglomerações que possam proliferar o vírus. Alguns partidos recorreram a mídias digitais para lançar suas pré-candidaturas. Além disso, a partir deste pleito, será colocada em prática a Emenda Constitucional 97/2017, que proíbe a celebração de coligações partidárias para as eleições legislativas, o que pode gerar um inchaço de candidatos ao legislativo. Conforme reportagem publicada pelo jornal Brasil de Fato em 11 de fevereiro de 2020, o país poderá ultrapassar a marca de 1 milhão de candidatos a prefeito, vice-prefeito e vereador neste escrutínio, o que não seria necessariamente bom, na opinião do professor Carlos Machado, da UnB (Universidade de Brasília): “Temos o hábito de criticar de forma intensa a coligação partidária, sem parar para refletir sobre os elementos positivos dela. O número de candidatos que um partido pode apresentar numa eleição, varia se ele estiver dentro de uma coligação, porque quando os partidos participam de uma coligação, eles são considerados como um único partido", afirmou Machado na reportagem.

## Candidatos
| Candidato(a) a prefeito(a)                                                    | Candidato(a) a prefeito(a)                                                    | Candidato(a) a prefeito(a)                                                    | Candidato(a) a vice-prefeito(a)                                               | Nº                                                                            | Coligação/Partido | Tempo de horário eleitoral |
| ----------------------------------------------------------------------------- | ----------------------------------------------------------------------------- | ----------------------------------------------------------------------------- | ----------------------------------------------------------------------------- | ----------------------------------------------------------------------------- | --- | -------------------------- |
|                                                                               |                                                                               | Bruno Reis DEM                                                                | Ana Paula Matos PDT                                                           | 25                                                                            | Salvador Não Pode Parar DEM, PDT, Republicanos, MDB, Solidariedade, Cidadania, PL, PSL, PSC, Patriota, PSDB, PV, DC, PMN, PTB | 4 min e 35 s               |
|                                                                               |                                                                               | Celsinho Cotrim PROS                                                          | Acelino Popó Freitas PROS                                                     | 90                                                                            | Partido Republicano da Ordem Social PROS                                                                                      | 18 segundos                |
|                                                                               |                                                                               | Olívia Santana PCdoB                                                          | Joca Soares PP                                                                | 65                                                                            | Experiência, Amor e Raça PCdoB, PP                                                                                            | 1 min e 10 s               |
|                                                                               |                                                                               | Pastor Sargento Isidório Avante                                               | Eleusa Coronel PSD                                                            | 70                                                                            | Vamos Cuidar de Gente Avante, PMB, PSD                                                                                        | 1 min e 2 s                |
|                                                                               |                                                                               | Hilton Coelho PSOL                                                            | Rosana Almeida PSOL                                                           | 50                                                                            | Frente Capital da Resistência PSOL, PCB, UP                                                                                   | 21 segundos                |
|                                                                               |                                                                               | Major Denice PT                                                               | Fabiola Mansur PSB                                                            | 13                                                                            | Que Cuida de Gente PT, PSB | 1 min e 59 s               |
|                                                                               |                                                                               | Bacelar PODE                                                                  | Magno Lavigne REDE                                                            | 19                                                                            | Salvador dos Bairros é Salvador de Todos PODE, REDE, PTC                                                                      | 30 segundos                |
|                                                                               |                                                                               | Cezar Leite PRTB                                                              | Tenente Maciel PRTB                                                           | 28                                                                            | Partido Renovador Trabalhista Brasileiro PRTB                                                                                 | Não possui                 |
|                                                                               |                                                                               | Rodrigo Pereira PCO                                                           | Marcelo Millet PCO                                                            | 29                                                                            | Partido da Causa Operária PCO                                                                                                 | Não possui                 |
| Apresentação de acordo com a ordem da propaganda eleitoral e ordem alfabética | Apresentação de acordo com a ordem da propaganda eleitoral e ordem alfabética | Apresentação de acordo com a ordem da propaganda eleitoral e ordem alfabética | Apresentação de acordo com a ordem da propaganda eleitoral e ordem alfabética | Apresentação de acordo com a ordem da propaganda eleitoral e ordem alfabética | Apresentação de acordo com a ordem da propaganda eleitoral e ordem alfabética                                                 | Sobras: 0:05               |

## Pesquisas Eleitorais

### Outubro de 2020 - Candidaturas oficializadas
| Fonte            | Data(s) conduzidas | Amostragem | Bruno Reis DEM | Pastor Sargento Isidório Avante | Major Denice PT | Olívia Santana PCdoB | Bacelar PODE | Cezar Leite PRTB | Hilton Coelho PSOL | Rodrigo Pereira PCO | Celsinho Cotrim PROS | Outros | Abst. Indec. | Vantagem |
| ---------------- | ------------------ | ---------- | -------------- | ------------------------------- | --------------- | -------------------- | ------------ | ---------------- | ------------------ | ------------------- | -------------------- | ------ | ------------ | -------- |
| Fonte            | Data(s) conduzidas | Amostragem |                |                                 |                 |                      |              |                  |                    |                     |                      | Outros | Abst. Indec. | Vantagem |
| Ibope            | 28-30 Out          | 602        | 61%            | 5%                              | 13%             | 7%                   | 1%           | 1%               | 1%                 | 0%                  | 0%                   | –      | 10%          | 48%      |
| Ibope            | 28-30 Out          | 602        | 47%            | 3%                              | 7%              | 5%                   | 3%           | 0%               | 0%                 | 0%                  | 0%                   | 2%     | 34%          | 40%      |
| Paraná Pesquisas | 16-19 Out          | 820        | 52,1%          | 9,3%                            | 10,6%           | 4.3%                 | 2,4%         | 2,7%             | 1,5%               | 0,4%                | 0,4%                 | –      | 16,4%        | 41,5%    |
| Paraná Pesquisas | 16-19 Out          | 820        | 33,4%          | 4,4%                            | 2,3%            | 2%                   | 0,5%         | 1,6%             | 0,9%               | –                   | –                    | 3,7%   | 51,4%        | 29%      |
| RealTime BigData | 14-17 Out          | 1.050      | 41%            | 10%                             | 7%              | 6%                   | 4%           | 4%               | 3%                 | 0%                  | 0%                   | –      | 25%          | 31%      |
| RealTime BigData | 14-17 Out          | 1.050      | 33%            | 5%                              | 4%              | 3%                   | 2%           | 1%               | 1%                 | –                   | –                    | –      | 19%          | 28%      |
| Ibope            | 3-4 Out            | 602        | 42%            | 10%                             | 6%              | 6%                   | 5%           | 3%               | 2%                 | 1%                  | 0%                   | –      | 25%          | 32%      |
| Ibope            | 3-4 Out            | 602        | 29%            | 4%                              | 3%              | 1%                   | 1%           | 2%               | 1%                 | 0%                  | 0%                   | 5%     | 54%          | 25%      |

### Julho/Agosto de 2020 - Pré-candidaturas
| Fonte                      | Data(s) conduzidas | Amostragem    | Bruno Reis DEM | ACM Neto DEM | Pastor Sargento Isidório AVANTE | Lídice da Mata PSB | Irmão Lázaro PL | Olívia Santana PCdoB | Alice Portugal PCdoB | Major Denice PT | Bacelar PODE | Cezar Leite PRTB | Da Luz PRTB | Hilton Coelho PSOL | Fábio Nogueira PSOL | Celsinho Cotrim PROS | Eleusa Coronel PSD | Rodrigo Pereira PCO | Outros | Abst. Indec. | Vantagem |
| -------------------------- | ------------------ | ------------- | -------------- | ------------ | ------------------------------- | ------------------ | --------------- | -------------------- | -------------------- | --------------- | ------------ | ---------------- | ----------- | ------------------ | ------------------- | -------------------- | ------------------ | ------------------- | ------ | ------------ | -------- |
| Fonte                      | Data(s) conduzidas | Amostragem    |                |              |                                 |                    |                 |                      |                      |                 |              |                  |             |                    |                     |                      |                    |                     | Outros | Abst. Indec. | Vantagem |
| A TARDE/Potencial Pesquisa | 16–22 Set          | –             | 21%            | 5%           | 6%                              | 2%                 | –               | 4%                   | –                    | 4%              | 1%           | 1%               | –           | 1%                 | –                   | 1%                   | –                  | –                   | –      | 55%          | 15%      |
| A TARDE/Potencial Pesquisa | 16–22 Set          | –             | 35%            | –            | 10%                             | –                  | –               | 10%                  | –                    | 7%              | 3%           | 2%               | –           | 3%                 | –                   | 1%                   | –                  | 0%                  | –      | 29%          | 25%      |
| RealTime BigData           | 8 Set–10 Set       | 1000          | 49%            | –            | –                               | –                  | –               | –                    | –                    | 19%             | –            | –                | –           | –                  | –                   | –                    | –                  | –                   | –      | 32%          | 30%      |
| RealTime BigData           | 8 Set–10 Set       | 1000          | 44%            | –            | –                               | –                  | –               | 22%                  | –                    | –               | –            | –                | –           | –                  | –                   | –                    | –                  | –                   | –      | 34%          | 22%      |
| RealTime BigData           | 8 Set–10 Set       | 1000          | 48%            | –            | 20%                             | –                  | –               | –                    | –                    | –               | –            | –                | –           | –                  | –                   | –                    | –                  | –                   | –      | 32%          | 28%      |
| RealTime BigData           | 8 Set–10 Set       | 1000          | 9%             | 6%           | 2%                              | 1%                 | –               | –                    | –                    | –               | –            | 1%               | –           | –                  | –                   | –                    | –                  | –                   | 3%     | 78%          | 3%       |
| RealTime BigData           | 8 Set–10 Set       | 1000          | 33%            | –            | 12%                             | 10%                | –               | 7%                   | –                    | 5%              | 1%           | 4%               | –           | 1%                 | –                   | 0%                   | –                  | –                   | –      | 28%          | 21%      |
| RealTime BigData           | 8 Set–10 Set       | 1000          | 34%            | –            | 13%                             | –                  | –               | 7%                   | –                    | 6%              | –            | 4%               | –           | 2%                 | –                   | –                    | –                  | –                   | –      | 34%          | 21%      |
| Paraná Pesquisas           | 29 Ago–2 Set       | 820           | 8,8%           | 17,1%        | 1,2%                            | 0,4%               | –               | 0,6%                 | –                    | 0,9%            | 0,4%         | 0,4%             | –           | –                  | –                   | –                    | –                  | –                   | 0,5%   | 69,8%        | 8,3%     |
| Paraná Pesquisas           | 29 Ago–2 Set       | 820           | 34,9%          | –            | 15,5%                           | 12,9%              | –               | 4,5%                 | –                    | 4,1%            | 4%           | 2,7%             | –           | 2,7%               | –                   | 0,9%                 | 0,5%               | –                   | –      | 17,3%        | 19,4%    |
| Paraná Pesquisas           | 29 Ago–2 Set       | 820           | 38%            | –            | 19,5%                           | –                  | –               | 8,7%                 | –                    | 5,4%            | –            | 3,9              | –           | 4,5%               | –                   | –                    | –                  | –                   | –      | 20%          | 18,5%    |
| Ágora/Bahia.ba             | 8 Ago              | 800           | 33,1%          | –            | 15,4%                           | 6,5%               | 5,5%            | 4,3%                 | –                    | 4,3%            | 1,3%         | –                | –           | 1,5%               | –                   | –                    | –                  | –                   | 5,5%   | 28,3%        | 17,7%    |
| RealTime BigData           | 31 Jul–4 Ago       | 1.050         | 8%             | 12%          | 1%                              | 1%                 | –               | –                    | –                    | –               | –            | –                | –           | –                  | –                   | –                    | 3%                 | –                   | 7%     | 75%          | 4%       |
| RealTime BigData           | 31 Jul–4 Ago       | 1.050         | 30%            | –            | 13%                             | 11%                | –               | –                    | –                    | 4%              | 2%           | 3%               | –           | –                  | –                   | –                    | 1%                 | –                   | –      | 30%          | 17%      |
| RealTime BigData           | 31 Jul–4 Ago       | 1.050         | 32%            | –            | 16%                             | –                  | –               | 7%                   | –                    | 4%              | –            | 3%               | –           | 1%                 | –                   | –                    | 1%                 | –                   | –      | 36%          | 16%      |
| Eleições 2016              | Eleições 2016      | Eleições 2016 | –              | 73,99%       | 8,61%                           | –                  | –               | –                    | 14,55%               | –               | –            | –                | 0,13%       | –                  | 1,04%               | –                    | –                  | –                   | 1,69%  | 13,47%       | 59,44%   |

| Candidato(a)                      | 05/08     | 05/08     | 11/09     | 11/09     |
| Candidato(a)                      | Cenário 1 | Cenário 2 | Cenário 1 | Cenário 2 |
| --------------------------------- | --------- | --------- | --------- | --------- |
| Bruno Reis (DEM)                  | 30,0%     | 32,0%     | 33,0%     | 34,0%     |
| Pastor Sargento Isidório (Avante) | 13,0%     | 16,0%     | 12,0%     | 13,0%     |
| Lídice da Mata (PSB)              | 11,0%     | -         | 10,0%     | -         |
| Olívia Santana (PCdoB)            | -         | 7,0%      | 6,0%      | 7,0%      |
| Major Denice (PT)                 | 4,0%      | 4,0%      | 5,0%      | 6,0%      |
| Cezar Leite (PRTB)                | 3,0%      | 3,0%      | 4,0%      | 4,0%      |
| Bacelar (PODE)                    | 2,0%      | -         | 1,0%      | -         |
| Eleusa Coronel (PSD)              | 1,0%      | 1,0%      | -         | -         |
| Hilton Coelho (PSOL)              | -         | 1,0%      | 1,0%      | 2,0%      |
| Celsinho Cotrim (PROS)            | -         | -         | 0,0%      | -         |
| Branco / Nulo                     | 18,0%     | 21,0%     | 18,0%     | 20,0%     |
| Não Sabe                          | 12,0%     | 15,0%     | 10,0%     | 14,0%     |

| Candidato(a)                      | 19/08 |
| --------------------------------- | ----- |
| Bruno Reis (DEM)                  | 33,1% |
| Pastor Sargento Isidório (Avante) | 15,4% |
| Lídice da Mata (PSB)              | 6,5%  |
| Irmão Lázaro (PL)                 | 5,5%  |
| Major Denice (PT)                 | 4,3%  |
| Olívia Santana (PCdoB)            | 4,3%  |
| Hilton Coelho (PSOL)              | 1,5%  |
| Bacelar (PODE)                    | 1,3%  |
| Ninguém                           | 20,4% |
| Não Sabe                          | 7,9%  |

| Candidato(a)                      | 03/09     | 03/09     |
| Candidato(a)                      | Cenário 1 | Cenário 2 |
| --------------------------------- | --------- | --------- |
| Bruno Reis (DEM)                  | 34,9%     | 38,0%     |
| Pastor Sargento Isidório (Avante) | 15,5%     | 19,5%     |
| Lídice da Mata (PSB)              | 12,9%     | -         |
| Olívia Santana (PCdoB)            | 4,5%      | 8,7%      |
| Major Denice (PT)                 | 4,1%      | 5,4%      |
| Bacelar (PODE)                    | 4,0%      | -         |
| Cezar Leite (PRTB)                | 2,7%      | 3,9%      |
| Hilton Coelho (PSOL)              | 2,7%      | 4,5%      |
| Celsinho Cotrim (PROS)            | 0,9%      | -         |
| Eleusa Coronel (PSD)              | 0,5%      | -         |
| Ninguém                           | 12,7%     | 14,8%     |
| Não Sabe                          | 4,6%      | 5,2%      |

| Candidato(a)                      | 24/09 |
| --------------------------------- | ----- |
| Bruno Reis (DEM)                  | 35%   |
| Pastor Sargento Isidório (Avante) | 10%   |
| Olívia Santana (PCdoB)            | 10%   |
| Major Denice (PT)                 | 7%    |
| Hilton Coelho (PSOL)              | 3%    |
| Bacelar (PODE)                    | 3%    |
| Cezar Leite (PRTB)                | 2%    |
| Celso Cotrim (PROS)               | 1%    |
| Rodrigo Pereira (PCO)             | 0%    |
| Branco                            | 3%    |
| Nulo                              | 10%   |
| Não Sabe                          | 15%   |
| Não Quis Responder                | 1%    |

### 2° Turno
| 11/09     | 11/09                             | 11/09 |
| --------- | --------------------------------- | ----- |
| Cenário 1 | Bruno Reis (DEM)                  | 48%   |
| Cenário 1 | Pastor Sargento Isidório (AVANTE) | 20%   |
| Cenário 1 | Branco / Nulo                     | 23%   |
| Cenário 1 | Não Sabe                          | 9%    |
| Cenário 2 | Bruno Reis (DEM)                  | 44%   |
| Cenário 2 | Olívia Santana (PCdoB)            | 22%   |
| Cenário 2 | Branco / Nulo                     | 24%   |
| Cenário 2 | Não Sabe                          | 10%   |
| Cenário 3 | Bruno Reis (DEM)                  | 49%   |
| Cenário 3 | Major Denice (PT)                 | 19%   |
| Cenário 3 | Branco / Nulo                     | 22%   |
| Cenário 3 | Não Sabe                          | 10%   |

## Debates Televisionados

### 1° Turno
| Data           | Organizador(es)       | Bruno Reis (DEM) | Pastor Sargento Isidório (Avante) | Olívia Santana (PCdoB) | Major Denice (PT) | Hilton Coelho (PSOL) | Bacelar (PODE) | Celsinho Cotrim (PROS) | Cezar Leite (PRTB) | Rodrigo Pereira (PCO) |
| -------------- | --------------------- | ---------------- | --------------------------------- | ---------------------- | ----------------- | -------------------- | -------------- | ---------------------- | ------------------ | --------------------- |
| 1 de outubro   | TV Bandeirantes Bahia | Presente         | Presente                          | Presente               | Presente          | Presente             | Presente       | Presente               | Não convidado      | Não convidado         |
| 24 de outubro  | TVE Bahia             | Presente         | Presente                          | Presente               | Presente          | Presente             | Presente       | Presente               | Não convidado      | Não convidado         |
| 31 de outubro  | TV Aratu              | Cancelado        | Cancelado                         | Cancelado              | Cancelado         | Cancelado            | Cancelado      | Cancelado              | Cancelado          | Cancelado             |
| 4 de novembro  | ABI/OAB-BA            | Ausente          | Presente                          | Presente               | Presente          | Presente             | Presente       | Presente               | Presente           | Presente              |
| 8 de novembro  | RecordTV Itapoan      | Cancelado        | Cancelado                         | Cancelado              | Cancelado         | Cancelado            | Cancelado      | Cancelado              | Cancelado          | Cancelado             |
| 12 de novembro | TV Bahia              | Cancelado        | Cancelado                         | Cancelado              | Cancelado         | Cancelado            | Cancelado      | Cancelado              | Cancelado          | Cancelado             |

## Resultados

### Prefeitura
Fonte: TSE
| Candidato(a)                      | Vice                        | 1º turno 15 de novembro de 2020 | 1º turno 15 de novembro de 2020 |
| Candidato(a)                      | Vice                        | Votos                           | Porcentagem                     |
| --------------------------------- | --------------------------- | ------------------------------- | ------------------------------- |
| Bruno Reis (DEM)                  | Ana Paula Matos (PDT)       | 779.408                         | 64,20%                          |
| Major Denice (PT)                 | Fabíola Mansur (PSB)        | 228.942                         | 18,86%                          |
| Pastor Sargento Isidório (Avante) | Eleusa Coronel (PSD)        | 64.728                          | 5,33%                           |
| Cézar Leite (PRTB)                | Tenente Maciel (PRTB)       | 56.494                          | 4,65%                           |
| Olívia Santana (PCdoB)            | Joca Soares (PP)            | 54.496                          | 4,49%                           |
| Hilton Coelho (PSOL)              | Rosana Almeida (PSOL)       | 16.686                          | 1,39%                           |
| João Carlos Bacelar (PODE)        | Magno Lavigne (REDE)        | 11.140                          | 0,92%                           |
| Celsinho Cotrim (PROS)            | Acelino Popó Freitas (PROS) | 1.578                           | 0,13%                           |
| Rodrigo Pereira (PCO)             | Marcelo Millet (PCO)        | 469                             | 0,04%                           |
| Total de votos válidos            | Total de votos válidos      | 1.214.123                       | 100%                            |
| → Votos válidos                   | → Votos válidos             | 1.214.123                       | 87,03%                          |
| → Votos brancos                   | → Votos brancos             | 46.855                          | 3,36%                           |
| → Votos nulos                     | → Votos nulos               | 134.128                         | 9,61%                           |
| Total de votos                    | Total de votos              | 1.395.106                       | 100%                            |

| Partido | Partido | Candidato | Votos     | Votos (%) |
| ------- | ------- | --------- | --------- | --------- |
|         | DEM     | Bruno     | 779 408   | 64,2%     |
|         | PT      | Denice    | 228 942   | 18,86%    |
|         | Avante  | Isidório  | 64 728    | 5,33%     |
|         | PRTB    | Cezar     | 56 494    | 4,65%     |
|         | PCdoB   | Olívia    | 54 496    | 4,49%     |
|         | PSOL    | Hilton    | 16 868    | 1,39%     |
|         | PODE    | Bacelar   | 11 140    | 0,92%     |
|         | PROS    | Cotrim    | 1 578     | 0,13%     |
|         | PCO     | Rodrigo   | 469       | 0,04%     |
| Totais  | Totais  | Totais    | 1 214 123 |           |